# 第33回ニューヨーク映画批評家協会賞
『第33回ニューヨーク映画批評家協会賞』は、1967年の優秀な映画に贈られた賞である。

## 受賞
- 作品賞：
  - 夜の大捜査線

- 主演男優賞：
  - ロッド・スタイガー - 夜の大捜査線

- 主演女優賞：
  - イーディス・エヴァンス - 哀愁の旅路

- 監督賞：
  - マイク・ニコルズ - 卒業

- 脚本：
  - デヴィッド・ニューマン、ロバート・ベントン - 俺たちに明日はない

- 外国語映画賞：
  - 戦争は終った

- 特別賞：
  - Bosley Crowther